# Marc Octavi Herenni
Marc Octavi Herenni (en llatí Marcus Octavius Herennius) va ser un comerciant romà. Originàriament era un músic tocador de flauta, però després es va dedicar al comerç.
Els negocis li van anar tant bé que dedicava a Hèrcules una desena part dels seus guanys. En un viatge va ser atacat pels pirates però se'ls va enfrontar i els va rebutjar salvant la vida, la càrrega i el vaixell. Després d'un somni on Hèrcules li deia que la força que va mostrar contra els pirates l'havia proporcionat ell, Herenni va anar a Roma i va construir una capella a Hèrcules, propera a la porta Trigèmina al peu de l'Aventí, que es va dir Herculi Victori en record de la seva victòria sobre els pirates. Molts historiadors pensen que la història és més aviat una llegenda sobre la fundació del temple.